# Tambre
El Tambre és un riu de Galícia que desaigua a l'Atlàntic. A l'època romana se l'anomenava Tamaris. Té una llargada de 125 km, drena una conca de 1531 km² i desemboca a la Ria de Muros i Noia.
Aquest riu està declarat Lloc d'importància comunitària (LIC) des de l'any 2001.

## Característiques
Neix a la parròquia de Porta, a Sobrado, porta una direcció general del sud-oest i desemboca a la ría de Muros e Noia per l'ensenada de Langaño. Discorre pels municipis (concellos) de Sobrado, Curtis, Vilasantar, Boimorto, Mesía, Frades, Arzúa, O Pino, Oroso, Ordes, Trazo, Tordoia, Santiago de Compostel·la, Val do Dubra, Ames, A Baña, Brión, Negreira, Outes, Mazaricos, Noia i Lousame. La seva conca és de 1.531 km².
A la zona de Portomouro (Val do Dubra (on s'uneixen el Tambre i el Dubra) hi ha molta fauna salvatge, hi abunden les truites de riu i fins i tot les anguiles, en canvi els salmons i les lamprees van desaparèixer després de la construcció de les preses entre Portomouro i la desembocadura d'aquest riu.
El Tambre té cinc embassaments, els quals actualment pertanyen a l'empresa Gas Natural Fenosa: el de Fecha, (a Santiago de Compostel·la), el de Mezondo (Vilasantar), l'embassament de Tambre (Brión) i els embassaments de Tambre I i II (Noia). A la dècada de 1920 es va construir a Noia la primera gran central hidroelèctrica gallega, per part de la Sociedad Gallega de Electricidad, en una construcció que va ser dissenyada per Antonio Palacios.
Els seus principals afluents són el Dubra, el Barcala, el Maruzo, el Samo i el Lengüelle.
El riu Tambre dona nom al comtat de Trastàmara (Trans Tameris) i al grup musical de Noia Los Tamara.

## Galeria d'imatges

Conca fluvial del Tambre a Galícia (en blau fosc)
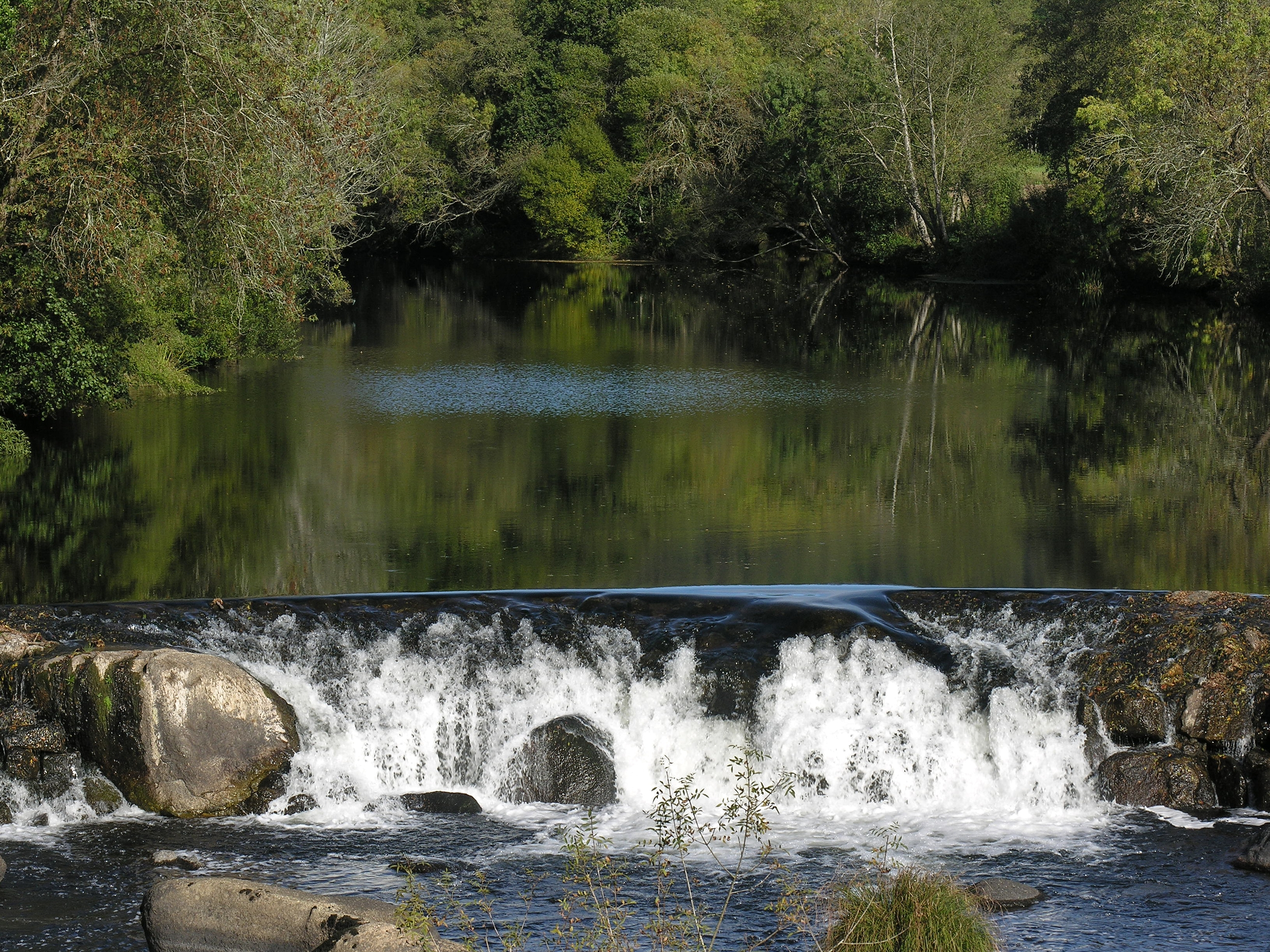
Entre Ponte Maceira, Portor, Negreira i Agrón, Ames
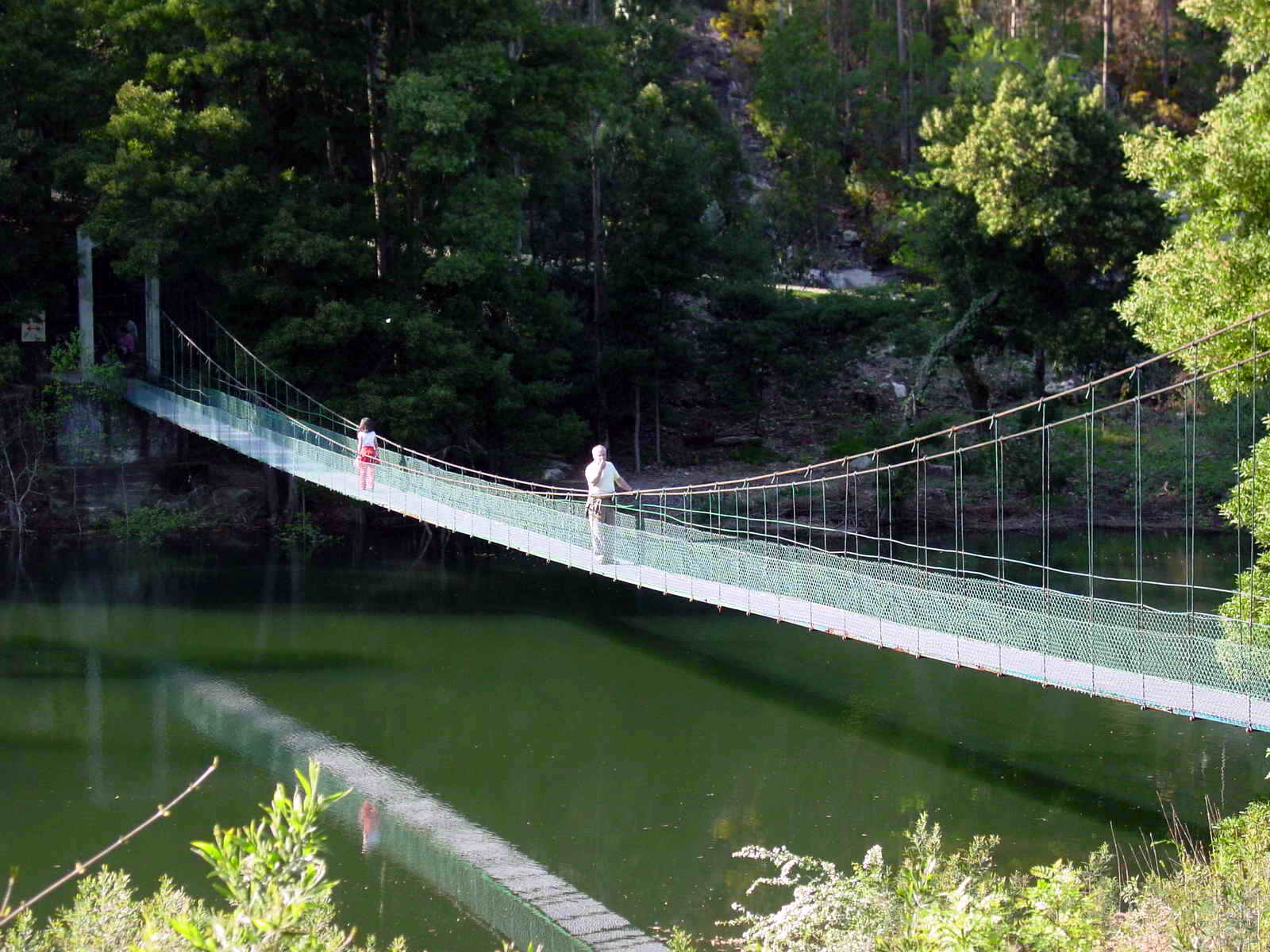
Pont penjant al concello de Noia
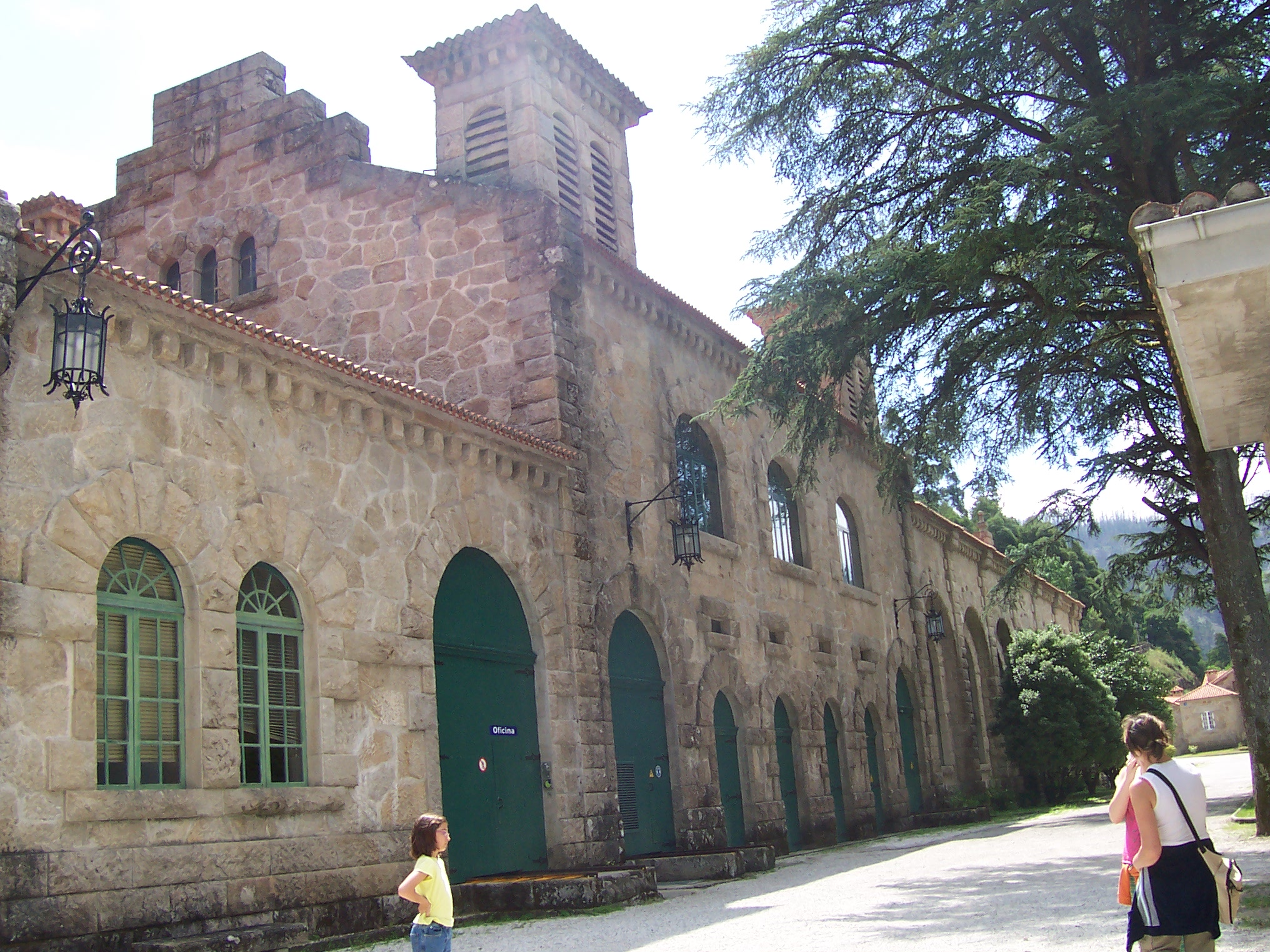
Central hidroelèctrica del Tambre.